# Альбини, Франц Иосиф
Франц Йозеф фон Альбини (нем. Franz Joseph Martin Freiherr von Albini; 14 мая 1748, Санкт-Гоар, Рейнланд-Пфальц — 8 января 1816, Дибург, Гессен) — немецкий государственный деятель, барон.

## Биография
Франц Йозеф Альбини родился 14 мая 1748 года в городе Санкт-Гоар (нынешняя земля Рейнланд-Пфальц).
Альбини начал служебную карьеру советником двора и правления у владетельного епископа Вюрцбургского. В 1774 году был определён асессором в Палату юстиции, а в 1787 году — рефендарием Империи.
Впоследствии Франц Альбини был канцлером и министром курфюрста Майнцского, участвовал в совещаниях Раштаттского конгресса в 1798 году, созванного для заключения мира, и успел предотвратить оккупацию владений курфюрста Майнцского французскими войсками. Альбини составил затем план изгнания французов с немецкой территории, предложив созвать с этой целью поголовное ополчение, и стал сам во главе майнцского ополчения. В 1802 году, когда скончался курфюрст Фридрих Карл Йозеф Эрталь, Альбини привел немедленно к присяге новому курфюрсту Карлу Теодору фон Дальбергу все военные и гражданские власти, и, поскольку пользовался полным доверием этого курфюрста, все дела государства шли по-прежнему через его руки.
Курфюрст сделался главою Рейнского союза, и Альбини продолжал служить ему, заняв наконец первенствующее место в министерстве внутренних дел, правосудия и полиции в то время, когда курфюрст получил титул великого герцога Франкфуртского.
Союзные державы, занявшие Великое герцогство Франкфуртское в октябре 1813 года, назначили его президентом комиссии, учрежденной ими для управления великим герцогством. В 1815 году Альбини поступил на службу Австрии и был назначен председателем Бундестага во Франкфурте-на-Майне, однако вскоре тяжело заболел. Франц Альбини скончался 8 января 1816 года в городе Дибурге (в нынешнем Гессене).